# Garra typhlops
Garra typhlops (синонім: Iranocypris typhlops; місцева назва: Сліпий іранський короп перс. کپورماهی کور ایران) — один з унікальних місцевих іранських видів риб, що належить до родини коропових. Був єдиним представником роду Iranocypris. Як видно з іранської назви, ця риба позбавлена зору. Разом з іще одним видом сліпих риб, який належить до родини в'юнових мешкає в Печері сліпих риб (перс. غار ماهی‌کور) у провінції Лурестан. Вперше його описали 1944 року іхтіологи Антон Фредерік Бруун і Е. В. Кайзер.
Печера сліпих риб — це єдине місце де ці риби зустрічаються. Цю печеру відкрили 1937 року данські дослідники, які прибули туди у складі експедиції проектантів залізниці Тегеран — Південь. Ці види риб стали першими відкритими справжніми сліпими рибами у світі.
Ці данські дослідники взяли з собою для подальшого дослідження сім особин виду Iranocypris typhlops й нині їх можна побачити в Зоологічному музеї Копенгагена.
Риба має сплюснуте тіло й трохи зігнуту голову, а також дві пари вусиків по кутах рота. Завдовжки до 5,5 см. Глоткові зуби розміщені в три ряди, в кожному відповідно 1-3, 3-4, 3-5 зубів; передні зуби мають конічну форму, помітно більші, ніж задні. Хребців 34-36.
Тіло цієї риби голе, за винятком кількох лусок біля основи спинних плавців, а деякі особи мають кілька лусочок по боках.
Не має жодних слідів очей, а тому орієнтується лише за допомогою вусиків і бічної лінії.
Переважно позбавлені кольору й лише мають слабкий рожевий або червоний відтінок через те, що кров просвічується через тіло.
Середовищем проживання цієї риби є підземні води. Улоговина, яка сполучена з підземними водами, розташована в отворі печери і риби можуть в теплу пору року вночі триматися біля поверхні цієї водойми.
Крім водоростей, які ростуть на каменях у струмку, що витікає з улоговини, в печері не знайдено жодних інших видів рослинності. Дотепер точно не встановлено, чим живиться риба, але найвірогідніше це один із видів артемії, який живе в підземних водах.
Невідомо про тривалість життя цих риб у природі, але в акваріумі вони витримували від 18 до 23 місяців. В неволі харчуються рачками, а також фіто- та зоопланктоном. Залишаються невідомими подробиці розмноження цих риб.
Риби не мають жодної промислової цінності. Але з різних причин починаючи з 1990 року перебувають в Червоній книзі як уразливі види, а з точки зору Всесвітнього Союзу охорони видів тварин перебувають навіть у більшій небезпеці, ніж, наприклад, азійський гепард.
Це при тому, що нині за 500 метрів від печери відбувається будівництво під'їзної дороги до греблі Бахтіярі. Це викликає неабияке занепокоєння охоронців навколишнього середовища.
Чисельність особин оцінюють у межах 353—625.
В Ірані незаконний вилов риби Iranocypris typhlops карається штрафом 100,000 ріалів.
2009 року вийшов 25 хвилинний телевізійний фільм під назвою «Сліпа риба», продюсером якого став Ехсан Фарвазанфар, спеціаліст відділу охорони довкілля провінції Лурестан. Для того, щоб зняти риб в їх природному середовищі, команда дайверів опускалась на глибину до 28 метрів.